# Bătășani
Bătășani – wieś w Rumunii, w okręgu Vâlcea, w gminie Valea Mare. W 2011 roku liczyła 489 mieszkańców.